# Bachorze (osada)
Bachorze, rzadziej Bachorzyny (kaszb. Bachòrzé lub Bachòrzënë, niem. Bachhorst) – kaszubska osada letniskowa w Polsce na obszarze Zaborskiego Parku Krajobrazowego położona w województwie pomorskim, w powiecie chojnickim, w gminie Chojnice nad wschodnim brzegiem jeziora Charzykowskiego. Wieś wchodzi w skład sołectwa Funka. W kierunku północnym znajduje się Park Narodowy Bory Tucholskie.

## Podział administracyjny
Miejscowość leży w Polsce, w województwie pomorskim, w powiecie chojnickim, w gminie Chojnice, w sołectwie Funka.
W latach 1975–1998 miejscowość administracyjnie należała do województwa bydgoskiego.

## Toponimia

### Etymologia nazwy
Nazwa miejscowości pochodzi od słowa „bachorze", które w języku prasłowiańskim oznacza moczarę, bagno.

### Historyczne nazwy
- 1772 – Bachors[6];
- 1921 – Bachorz (pol.)[8];
- 1923 – Bachòrzé, Bachòrzënë (kaszub.), Bachhorst (niem.), Bachorze, Bachorzyny (pol.)[3].

## Geografia

Mapa Bachórz, opisywane Bachorze znajduje się w dolnej części mapy.

### Charakterystyka wsi
W Bachorzu znajdują się 4 domy mieszkalne, 2 domy letniskowe, oraz budynki Ośrodku Natura (4 pawilony i 4 pozostałe budynki).

### Położenie
Osada leży pomiędzy oddalonym o ok. 100 m na północ Bachorzem (czasami dwie osady nie są uznawane za odrębne), a oddaloną o ok. 1 km na południe Funką. Ok. 4 km na południe znajduje się wieś Charzykowy. Leży 1 km na wschód od Wyspy Bachorskiej (Wyspy Miłości dla Zaawansowanych).
Według podziału fizycznogeograficznego Jerzego Kondrackiego Bachorze znajduje się w mezoregionie Równina Charzykowska (314.69), będącym wschodnią częścią Pojezierza Południowopomorskiego (314.6-7), w podprowincji Pojezierza Południowobałtyckie (314-316).

### Hydrografia
Miejscowość leży na wschodnim brzegu Jeziora Charzykowskiego. Teren osady leży na terenie zlewni potoków, wpadających do tego jeziora. Znajduje się tu ujęcie wody. Przez Bachorze nie przepływa ani jeden nazwany ciek wodny.

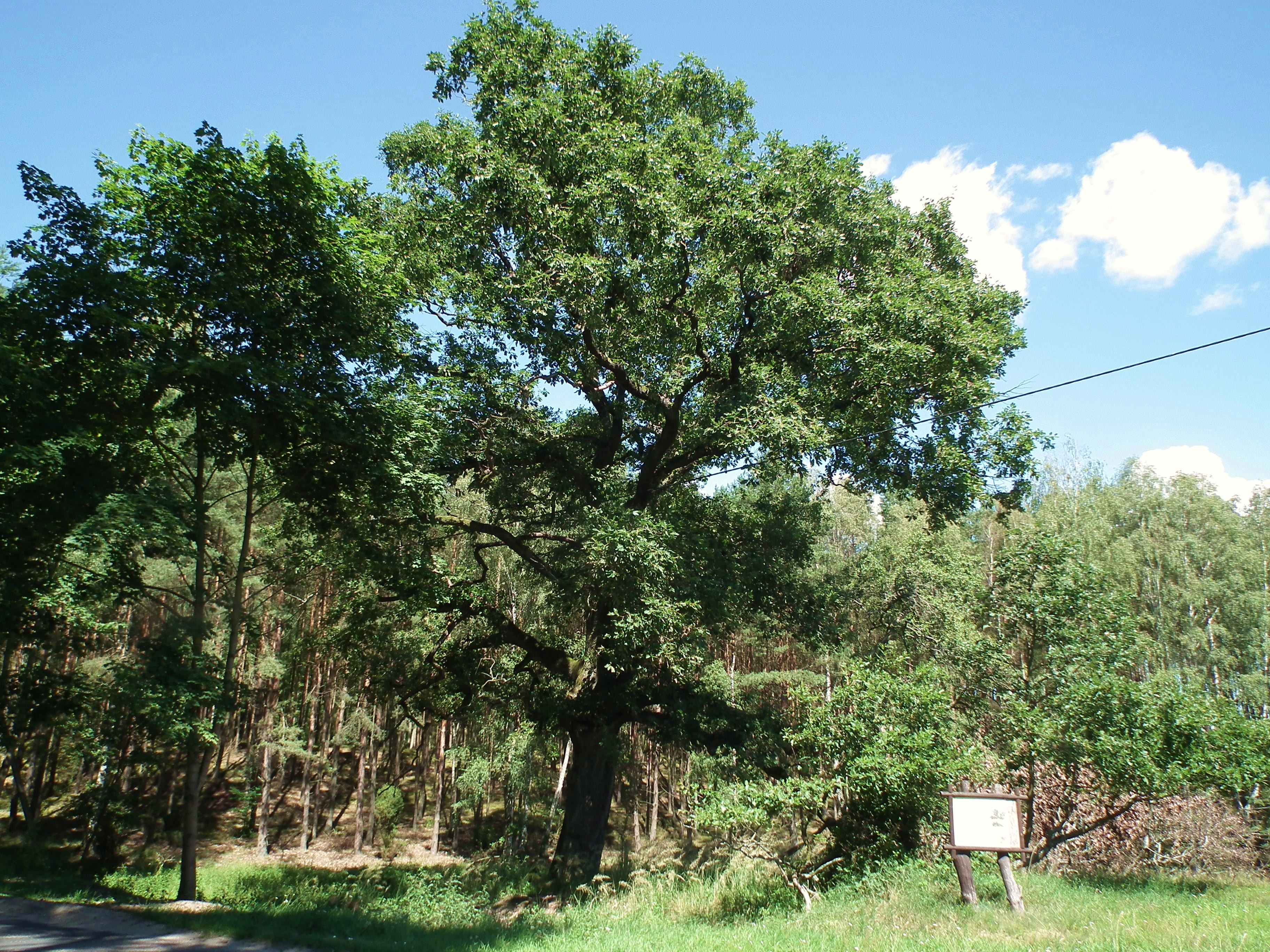
Pomnik przyrody dąb szypułkowy

## Ochrona przyrody
Bachorze leżą na terenie Zaborskiego Parku Krajobrazowego, przy granicy Parku Narodowego „Bory Tucholskie”. Znajduje się tu pomnik przyrody – dąb szypułkowy o obwodzie 395 cm.

## Historia
Na Wyspie Bachorskiej położonej na zachód od Bachorza znajduje się stanowisko archeologiczne obejmujące obozowisko z X-XIII wieku.
Po raz pierwszy miejscowość została wymieniona w dokumentach w 1772 roku jako Bachors, była ona w tym okresie osadą należącą do Jarcewa.
W 1812 roku przez obszar Borów Tucholskich przechodziły na wschód wojska napoleońskie. Prawdopodobnie część z nich, jakiś oddział polski zatrzymał się na odpoczynek wśród żołnierzy znalazł się chętny do wyciosania krzyża.
W 1880 roku w osadzie założono leśnictwo.

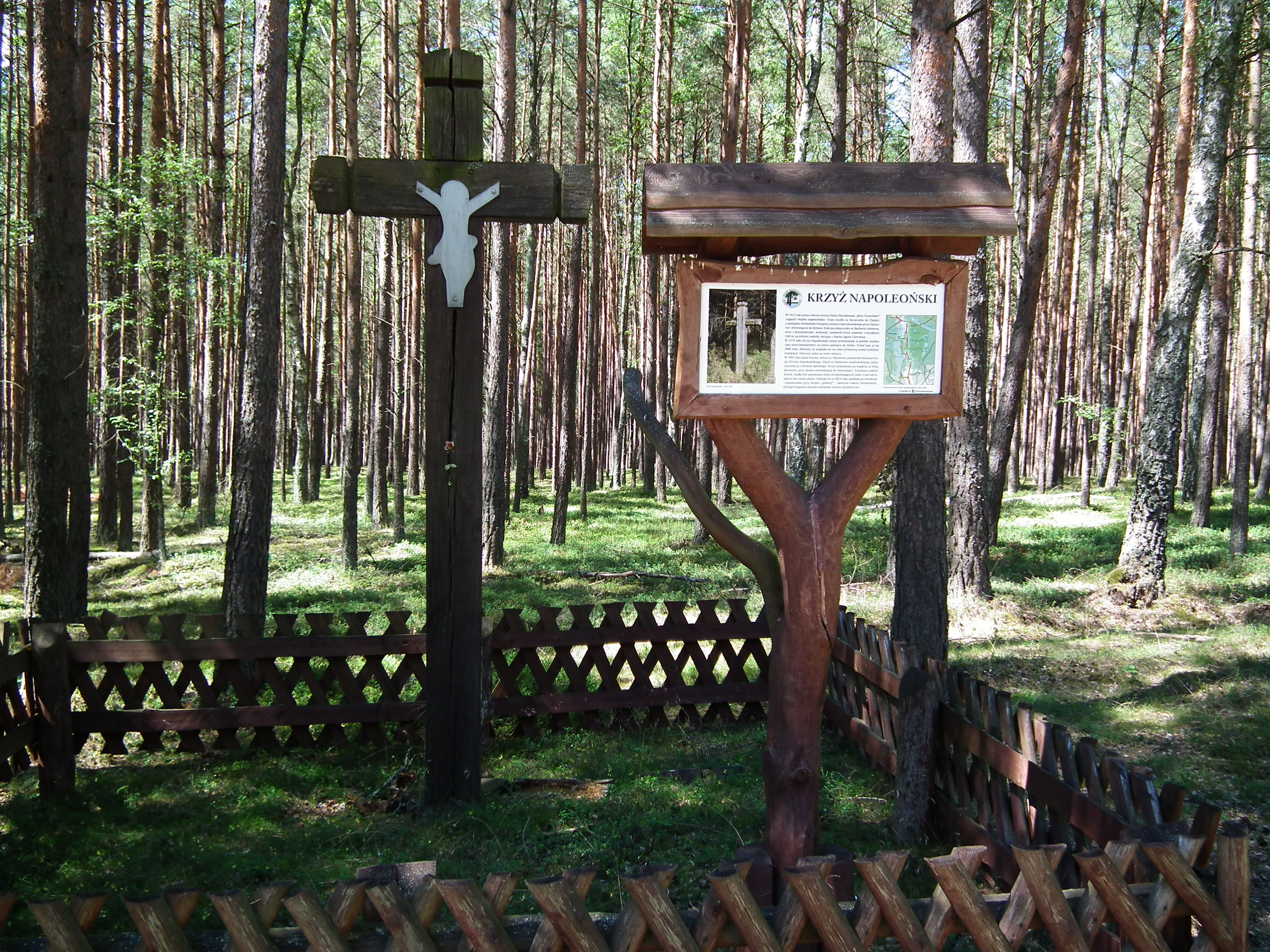
Trzeci krzyż (zwany Krzyżem Napoleońskim)

Bachorze w 1940 roku

W 1977 roku w miejscowości postawiono kolejny krzyż, następny postawiono w 1982 roku przy drodze do Małych Swornegaci, jednak było to mało zauważalne miejsce i krzyż niszczał, dlatego też przeniesiono go na obecne miejsce, przy drodze pilskiej, krzyż nazywany jest Krzyżem Napoleońskim.

## Architektura i zabytki

### Architektura sakralna
W środku wsi znajduje się postawiony w 1977 roku krzyż przydrożny.

### Zabytki
Zabytki w Bachorzu według Gminnej Ewidencji Zabytków:
- nr 3 – parterowy dom mieszkalny z dwuspadowym, ceramicznym dachem o szalowanych pionowo obustronnych szczytach;
- nr 4 – parterowy dom mieszkalny z naczółkowym dachem pokrytym blachodachówką z dodanym gankiem od frontu;
- nr 6/6a – dwukondygnacyjny, ceglano-drewniany budynek gospodarczy wielofunkcyjny, w części drewnianej wzniesiony w konstrukcji słupowo-ramowej szalowanej poziomo;
- nr 6/6a – budynek mieszkalny, typ wydłużonego dwojaka murowanego z cegły, o zachowanej bryle nakrytej dwuspadowym dachem oraz kompozycji elewacji licowanych cegłą.

## Transport

### Transport drogowy
Przez Bachorze przebiega droga powiatowa nr 2624G, prowadząca z Chocińskiego Młyna do Chojnic.

#### Komunikacja autobusowa
W osadzie znajdują się dwa przystanki autobusowe linii 1 Miejskiego Zakładu Komunikacji w Chojnicach: Bachorze-Motor, oraz Bachorze-Struga.

### Transport kolejowy
Najbliższą stacją kolejową od miejscowości jest stacja w Chojnicach.

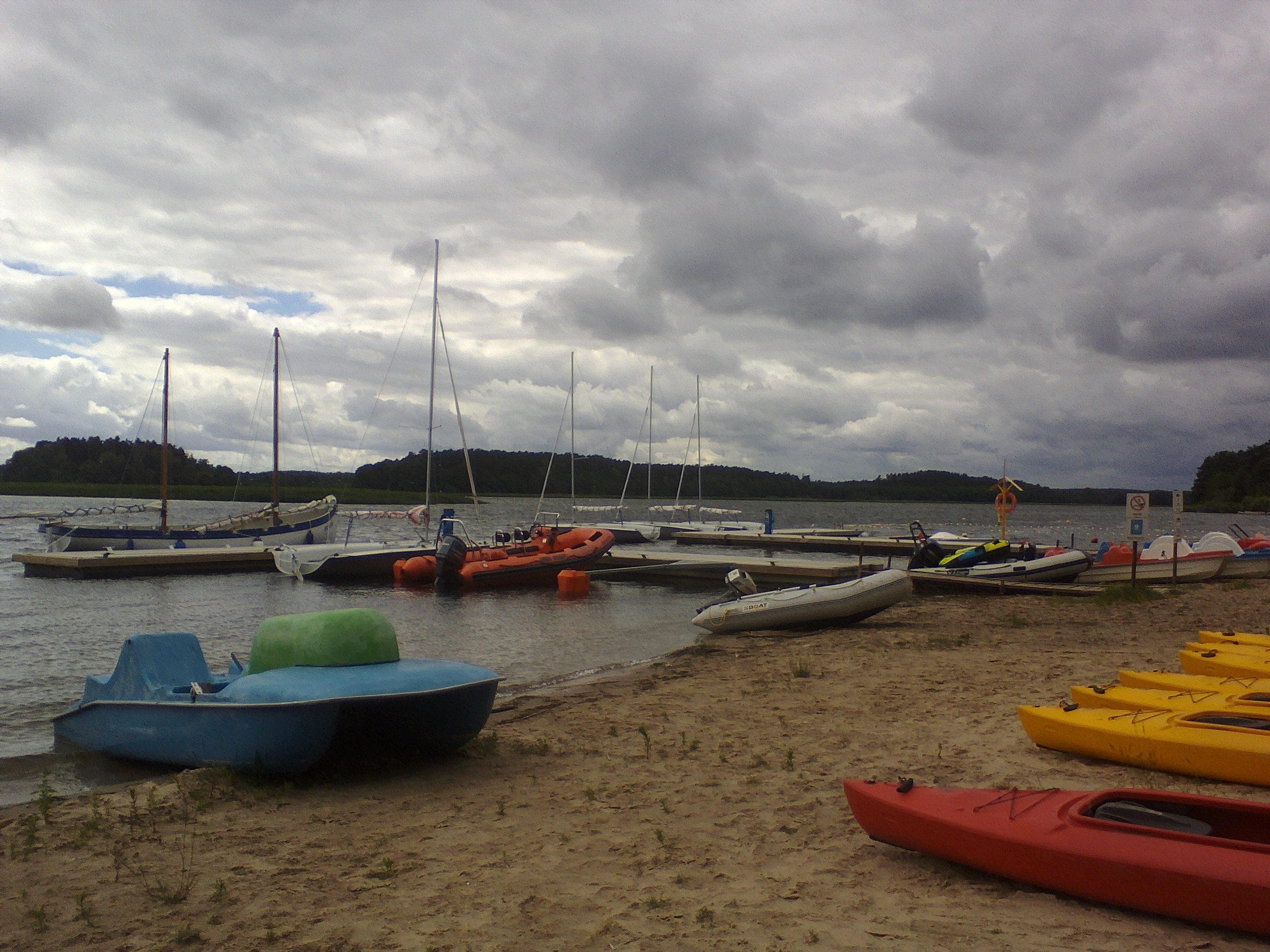
Przystań wodna w Bachorzu

## Turystyka
W Bachorzu znajduje się Ośrodek Rehabilitacyjno-Wypoczynkowy Natura, położony nad Jeziorem Charzykowskim.

### Szlaki turystyczne
Szlaki turystyczne przebiegające przez Bachorze:

#### Szlaki piesze
- czerwony, Szlak Kaszubski im. Juliana Rydzkowskiego - z Chojnic do Wiela[20];

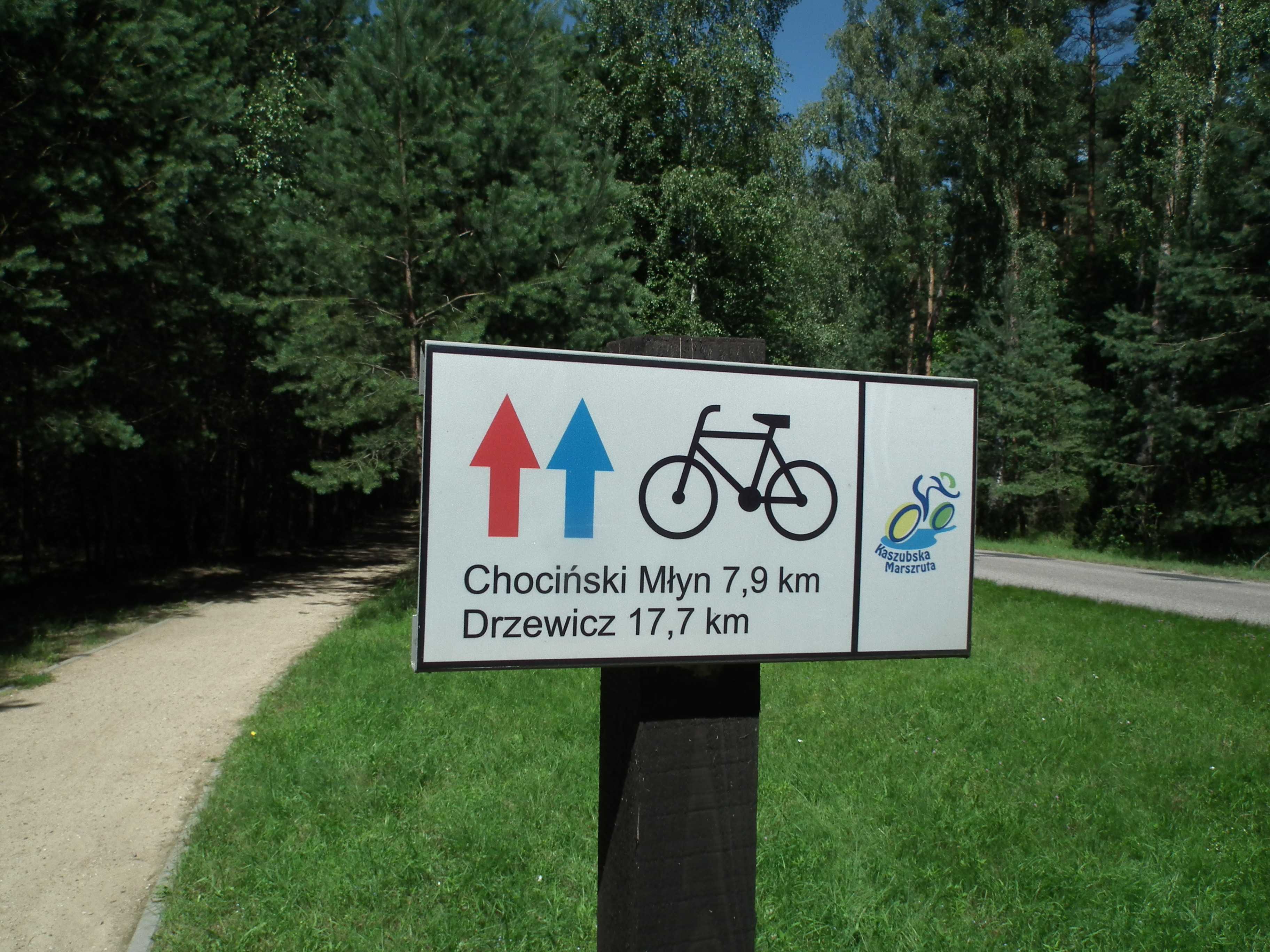
Znaki szlaków rowerowych w Bachorzu

#### Szlaki rowerowe
- czerwony, Kaszubska Marszruta – z Charzykowych do Czerska[21];
- czarny, BY-1 7001n – z Tucholi do Bachorza.